# Tineobius beenleighi
Tineobius beenleighi är en stekelart som först beskrevs av Girault 1926.  Tineobius beenleighi ingår i släktet Tineobius och familjen hoppglanssteklar. Inga underarter finns listade i Catalogue of Life.